# 市民中心
市民中心或市政中心是社区内的一个区域，通常包括政府大楼等公共建筑物。例如，紐約曼哈頓的市政中心包括紐約市政廳、紐約警察總部等。凱西公園是英国最早的市民中心之一。有些美國城市會命名多功能體育場館為市民中心，例如哥倫布市政中心。這種「文娛中心」結合了體育賽事、劇院、音樂會和類似活動的場所。